# 원현식
원현식(元玄植, 1970년 3월 15일 ~ )은 전 KBO 리그 빙그레 이글스의 선수였다. 1993년 빙그레 이글스에 입단하여, 1994년까지 뛰었다. 우투우타였으며, 포지션은 포수였다.
현재 한국야구위원회의 심판위원이다. 

## 출신 학교
- 휘문고등학교
- 건국대학교